# Ржавка (приток Сходни)
Ржа́вка (Ржа́вица, Ржа́вец) — река в России, в Московской области и Зеленограде (Москва), левый приток Сходни. В основном протекает в открытом русле.

## История
На левом берегу реки ранее располагалась деревня Ржавки, на правом берегу — село Никольское. Название, видимо, дано по красноватому цвету воды, которые мог быть связан с оксидами железа (в настоящее время железистых отложений в реке нет, но на входе в город толща воды имеет тёмно-красный оттенок).

## Описание
Вытекает из Куроедовского озера (Солнечногорский район Московской области) и течёт на юг. Пересекает в коллекторе трассу Москва-Петербург, протекает по окраине парка «Ровесник» и уходит в протяжённый коллектор под Московским проспектом. Далее протекает через Никольский пруд (назван по церкви Святителя Николая в бывшем селе Никольском, длина 600 метров, ширина до 100 метров, глубина 2 метра. Берега естественные, используется для рыбалки — карась, ротан). Далее течёт по Крюковскому лесопарку. Впадает в Сходню на границе лесопарка, в устье реки очистные сооружения.
Длина реки 6,8 км. В черте Зеленограда 4,6 км. В долине реки произрастают такие растения, внесённые в Красную книгу Москвы, как калужница, купальница, страусник, колокольчик широколистный. Река частично загрязнена городскими стоками. Притоки: Левая Ржавка (левый), два безымянных ручья в нижнем течении (правые).